# Down by the Water
«Down by the Water» —en españolː Abajo en el agua— es una canción de la cantante y compositora británica PJ Harvey, publicada el 6 de febrero de 1995 por la compañía discográfica Island Records como el primer sencillo de To Bring You My Love, su tercer álbum de estudio. Escrita por Harvey, fue coproducida por ella junto a Flood y John Parish.
La canción se diferenció significativamente del anterior sonido indie rock y punk blues de Harvey, utilizando instrumentos electrónicos como un órgano sintetizador y un conjunto orquestal. La letra narra la historia de una mujer que ahoga a su hija, haciendo referencia a la canción tradicional estadounidense «Salty Dog Blues».
El sencillo se convirtió en el mayor éxito de Harvey en Estados Unidos, alcanzando el número 2 en la lista del Modern Rock Tracks del Billboard y el número 48 en el Billboard Hot 100 Airplay, recibiendo una extensa rotación en MTV y en las radios universitarias. La canción fue aclamada por la crítica y logró ubicarse en las listas de sencillos de Australia, Canadá, Irlanda y el Reino Unido.
«Down by the Water» obtuvo una nominación en la 38.ª Entrega de los Premios Grammy en la categoría de mejor interpretación vocal de rock femenina así como optó a los MTV Video Music Awards de 1995 como mejor vídeo femenino.

## Composición, temática y grabación
«Down by the Water» fue escrita por Harvey y producida por ella junto a Flood y John Parish. La canción se abre con voces y un pesado órgano interpretado por Harvey. A medida que progresa, incorpora varios elementos, incluidos instrumentos de percusión, batería y un conjunto de orquesta. Pete Thomas dirigió los arreglos de cuerda para la canción. Los músicos del conjunto incluyen a Sonia Slany en violín, Jocelyn Pook y Jules Singleton en viola, y Sian Bell en violonchelo. La canción deriva elementos del blues y la electrónica, esta última debido al uso de un órgano sintetizador. Junto con el resto de las pistas de To Bring You My Love, fue grabada entre septiembre y octubre de 1994 en los Townhouse Studios en Londres, siendo mezclada en Windmill Lane, Dublín, entre octubre y noviembre de aquel año.
La letra habla de una mujer que comete un infanticidio al ahogar a su hija. En el final de la canción Harvey susurra la frase «little fish, big fish swimming in the water / come back here, man, gimme my daughter» («pececitos, peces grandes nadando en el agua / ven aquí, hombre, devuélveme a mi hija»). El estribillo se basó en la versión de Lead Belly de la tradicional canción estadounidense «Salty Dog Blues». En 2005, Harvey usó la letra de la canción en una entrevista para la revista Spin como ejemplo para demostrar que sus canciones no eran autobiográficas: «Algunos críticos han tomado las letras de mis canciones tan literalmente que escuchan 'Down by the Water' y creen de hecho, que he dado a luz a una niña y la he ahogado».

## Publicación y rendimiento en las listas
«Down by the Water» apareció en Australia y el Reino Unido durante febrero de 1995, poco antes de la publicación de To Bring You My Love, siendo el primer sencillo promocional de éste, convirtiéndose en un éxito moderado logrando ingresar en las listas de sencillos de cinco países: alcanzó el número 84 en Australia, 78 en Canadá, 28 en Irlanda y 38 en el Reino Unido. Se convirtió en el mayor éxito de Harvey en Estados Unidos, alcanzando el número 2 en la lista del Modern Rock Tracks del Billboard y el número 48 en el Billboard Hot 100 Airplay, recibiendo una extensa rotación en MTV y en las radios universitarias; además fue el único de los sencillos del álbum en entrar en las listas estadounidenses.
Island Records publicó el sencillo en dos formatos: sencillo en CD y vinilo de 7"; exceptuando el CD promocional de los Estados Unidos en donde solo se incluyó «Down by the Water», el resto de los soportes físicos contenían los lados b «Lying in the Sun» y «Somebody's Down, Somebody's Name», ambos de la autoría de Harvey. Dichas canciones aparecerían posteriormente en un disco extra en la edición especial de To Bring You My Love.

## Recepción de la crítica
La recepción por parte de la crítica especializada para «Down by the Water» fue positiva: Robert Hilburn, de Los Angeles Times, señaló en 1995 que fue uno de los momentos más emocionantes de To Bring You My Love, y agregó que «habla con la cautivadora claridad y la fuerza de alguien que busca un anclaje final que salve vidas». El editor y crítico del sitio AllMusic, Stephen Thomas Erlewine, de manera retrospectiva, describió la pista «como más cerrada y melódica que antes», y agregó que «la amenazante 'Down by the Water' tiene un encanto genuino». En 2017, Jenesaispop la describió como «una canción en cuya melodía se intuye cierta inspiración folclórica, amordazada por un bajo que chisporrotea negrura y unas cuerdas que erizan el vello».
Fue la primera canción de Harvey en optar a los Premios Grammy; en su 38.ª entrega recibió una nominación en la categoría mejor interpretación vocal de rock femenina, pero el galardón lo obtuvo «You Oughta Know» de la cantante canadiense Alanis Morissette.

## Vídeo musical
Maria Mochnacz fue quien dirigió el video musical de «Down by the Water», convirtiéndose en el quinto videoclip consecutivo dirigido por ella para Harvey. Debido al gran impulso promocional de To Bring You My Love por parte de Island Records, el vídeo recibió un presupuesto más alto que los dos clips anteriores de Harvey para dicha compañía discográfica. Fue registrado durante dos días en Londres con un gran equipo, en contraste con el vídeo "anti-pop" para «Man-Size», siendo filmado en una película de 35 mm; los asistentes de cámara, Seamus McGarvey y Mike Valentine, fueron quienes grabaron las escenas separadas del video: McGarvey se encargó de las correspondientes al baile y Valentine registró las escenas bajo el agua. Un doble reemplazó a Harvey en algunas de las tomas submarinas.
El video muestra a Harvey bailando con un vestido de gala rojo con una peluca grande y maquillaje excesivo, nadando y ahogándose en un estanque. Harvey apodó su apariencia como "Joan Crawford en ácido" en una entrevista para Spin en 1996. Al describir el video en una entrevista en el programa de televisión JBTV, declaró lo siguiente: 

«Realmente fue un vídeo difícil de hacer. Fueron dos días en los que salté dentro y afuera de una piscina. Bueno, un día estaba en la piscina y al otro estaba bailando sobre una plataforma giratoria, pero a pesar de eso fue bastante duro (...) era bastante aterrador, ya que saltaba y nadaba con un peluca que era muy pesada, por lo que era bastante dificultoso ascender a la superficie. Además, usar zapatos de tacón alto no es lo mejor para nadar».

Durante la grabación, Harvey fue fotografiada por Valerie Phillips, cuyas imágenes fueron utilizadas en la portada y en el arte del disco de To Bring You My Love.
La filmación fue nominada en los MTV Video Music Awards de 1995 como mejor vídeo femenino, aunque el premio fue ganado por «Take a Bow» de Madonna. También apareció en un episodio de Beavis and Butt-head, Ash vs. Evil Dead y 
Gotham.

## Otras versiones
- En 2005, Diplo sampleó «Down by the Water» para una remezcla del sencillo de Mike Jones «Still Tippin»,[22] y al año siguiente lo volvió a realizar para la canción de rap independiente «Now I Hollar» de la banda estadounidense Plastic Little.[23]

- En 2017, la banda independiente estadounidense The Secret Things publicó una versión propia de la canción como su nuevo sencillo.[24]

## Lista de canciones
Todas las canciones han sido escritas por PJ Harvey.
| Sencillo en CD del Reino Unido y Europeo 1. «Down by the Water» - 3:15 2. «Somebody's Down, Somebody's Name» - 3:24 Sencillo en CD Europeo 2 1. «Down by the Water» - 3:15 2. «Lying in the Sunr» - 4:32 3. «Somebody's Down, Somebody's Name» - 3:24 CD promocional en Estados Unidos 1. «Down by the Water» - 3:15 | Vinilo de 7" del Reino Unido Lado A 1. «Down by the Water» - 3:15 Lado B 1. «Lying in the Sunr» - 4:32 2. «Somebody's Down, Somebody's Name» - 3:24 |

## Posicionamiento en las listas
| País           | Lista (1995)                    | Posición |
| -------------- | ------------------------------- | -------- |
| Australia      | ARIA Singles Chart              | 84       |
| Canadá         | Canadian RPM Top 100            | 78       |
| Irlanda        | Irish Singles Chart             | 28       |
| Reino Unido    | UK Singles Chart                | 38       |
| Estados Unidos | US Billboard Hot 100 Airplay    | 48       |
| Estados Unidos | US Billboard Modern Rock Tracks | 2        |

## Créditos
Los créditos se han adaptado a partir de las notas de To Bring You My Love.
| Músicos - PJ Harvey – voz, órgano - Joe Gore – guitarra - John Parish – baterías, percusión Músicos invitados - Pete Thomas – arreglos de cuerda - Sonia Slany – violín - Jocelyn Pook – viola - Jules Singleton – viola - Sian Bell – chelo | Técnicos - Flood – producción, ingeniero de sonido, mezcla - PJ Harvey - producción, ingeniero de sonido Diseño - Fotografía - Maria Mochnacz |